# Kampen om en Rembrandt
Kampen om en Rembrandt är en svensk dramafilm från 1915 i regi av Edmond Hansen. 

## Om filmen
Filmen premiärvisades 1 november 1915 på biograf Regina i Stockholm. Den spelades in vid Svenska Biografteaterns ateljé på Lidingö av Carl Gustaf Florin.

## Rollista
- Alfred Lundberg – Mr Fargan, amerikansk börsmagnat
- Greta Almroth – Miss Fargan, hans dotter
- Nicolay Johannsen – Greve Vinding till Vindingsborg
- Victor Lundberg – Hans kammartjänare
- John Ekman – Ferber, äventyrare